# Sawara-ku (Fukuoka)
Sawara-ku (早良区 Sawara-ku?) es uno de los siete barrios de la ciudad de Fukuoka, Japón. Hasta el 1 de agosto de 2011 tenía una población estimada de 212.940 habitantes y una densidad de 2,220 personas por metro cuadrado. La superficie total del barrio es de 95,88 km².